# Бадарч, Пунцагийн
Пунцагийн Бадарч (монг. Пунцагийн Бадарч; 7 августа 1939, Баянжаргалан (Дундговь), Монголия) — монгольский народный писатель

 (2005), поэт. Заслуженный деятель культуры Монголии (1999). Народный писатель Монголии (2005). Лауреат Государственной премии Монголии (2019). Член Союза писателей Монголии.

## Творчество
Дебютировал, как поэт в 1960 году. Опубликовал несколько сборников стихов, в том числе «Лошади», «Страна девяти драгоценных камней», «Золотая пыль», «Шесть серебряных обезьян», «Белый жемчуг», «Херлен» и др.

## Избранные произведения
- «Есөн эрдэнийн эх орон» (1972)
- «Зургаан мөнгөн мичид» (1977)
- «Алтан тоос» (1980)
- «Ширхэг цагаан сувд» (1980)
- «Намрын хонгор салхи» (1985)
- «Би энэ байна» шилдэг шүлгүүд (1995)
- «Бөрттэй цагаан сарны дор» (1999)
- «Бурхан багшийг сургааль» (2002)
- «Тэнгэрийн хас од» (2003)

## Награды
- Литературная премия (1981)
- Премия им. Д. Нацагдоржа (1988)
- Заслуженный работник культуры Монголии (1999)
- Народный писатель Монголии (2005)
- Государственная премия Монголии (2019)